# 敦拉萨国际贸易中心

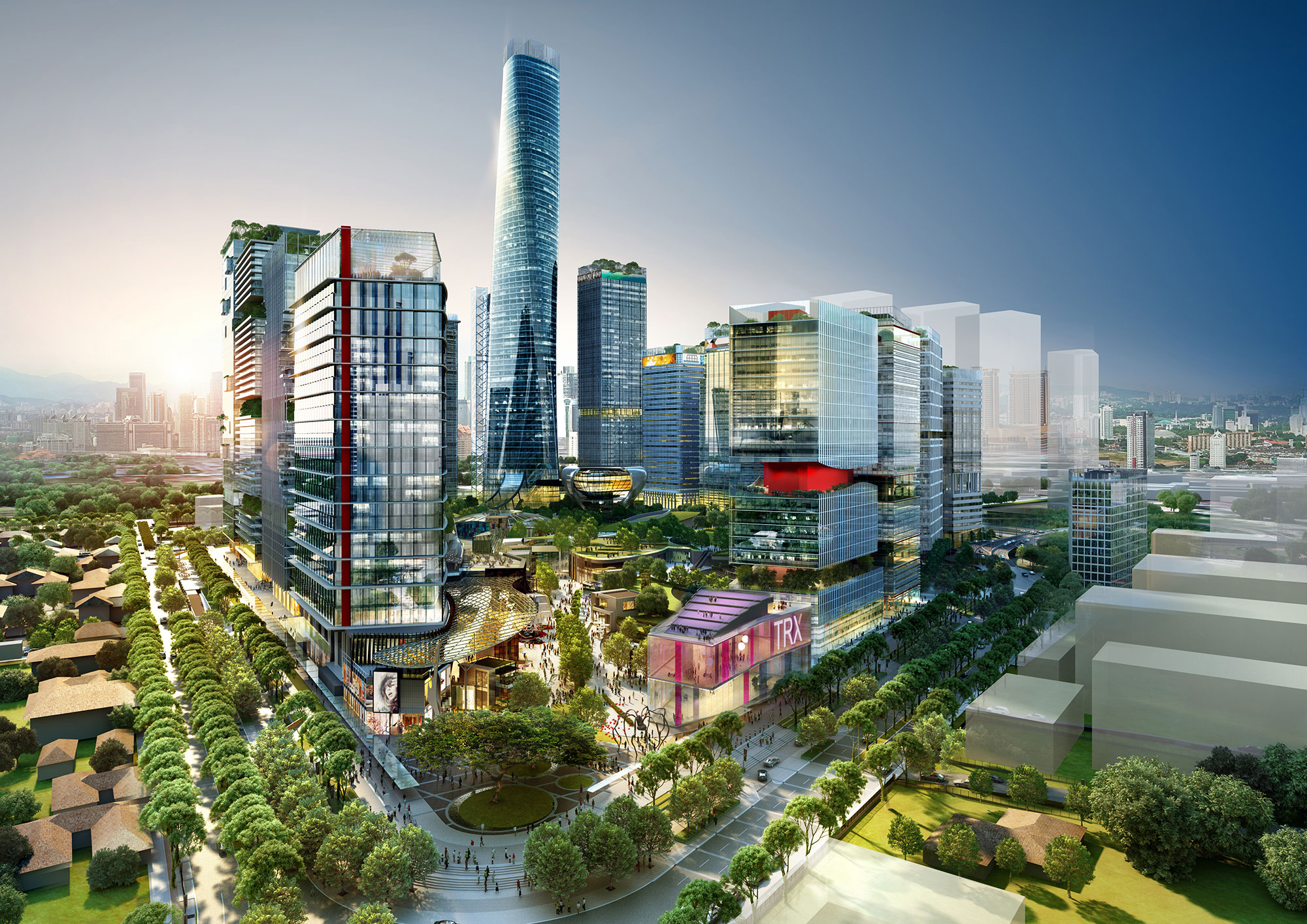
敦拉萨国际贸易中心

敦拉萨国际贸易中心（英語：Tun Razak Exchange，简称“TRX”），前称吉隆坡国际金融区（英語：或“KLIFD”）是一个由一马发展公司进行、位于吉隆坡市中心的一个占地30公顷（70 英亩）的发展计划。

## 區内建設

### 敦拉萨国际贸易中心站
2017年7月17日，加影綫之一的敦拉萨国际贸易中心站開始通行。此站在2023年3月16日也開始為布城綫服務，並作爲加影綫與布城綫的轉換站。

### 106交易塔
2019年8月，高492公尺的106交易塔竣工。该建筑物主要用作国际主要金融、贸易和服务中心的交易塔。在默迪卡118建成之前，106交易塔曾是马来西亚最高的建筑。

### 保诚大厦
2019年9月10日，馬來西亞保誠集團新總部在高達131米的Menara Prudential開業。

### 愛芬銀行大廈
2022年3月，愛芬銀行新總部竣工。2022年6月27日，愛芬銀行吉隆坡主要分行開張。2023年4月3日，愛芬銀行總公司正式遷入愛芬銀行大廈。

### 天成大廈
天成大廈是一棟高達210米，且坐落在敦拉薩國際貿易中心的辦公樓。2022年8月，為慶祝馬來西亞獨立64周年，大樓首創了360度LED屏墙（360 Degree LED Facade），此屏墻在2022年馬來西亞國慶之際，"挥舞”国旗并播放精心制作的国庆寄语视频。

### TRX Residence
2023年9月21日，TRX Residences住宅的2座大楼封顶，并预计于2024年第一季交付。

### Menara IQ
2022年3月7日，大馬滙豐銀行啓用位於敦拉薩國際貿易中心的Menara IQ大廈作爲該公司的新總部。

### TRX交易商场與地下隧道
2023年11月29日，敦拉薩國際貿易中心內的TRX交易商场（The Exchange TRX）開幕。新開幕的購物中心引進了眾多國際品牌，包括巴黎世家、路易威登、蒂芙尼、古馳等。
與此同日，長達5公里的TRX隧道正式通車，將敦拉薩國際貿易中心與12條主要道路和高速公路相連。這些建設包括敦拉薩路 (Jalan Tun Razak)、蘇丹依斯邁路（Jalan Sultan Ismail）、隆布大道（MEX）、精明隧道以及斯迪亞旺沙—班底高速大道（SPE）等。

## 发展商
敦拉萨国际贸易中心的主要发展商是敦拉萨国际贸易中心城市有限公司，是一个由马来西亚财政部全资拥有的公司。

### 敦拉萨国际贸易中心城市有限公司

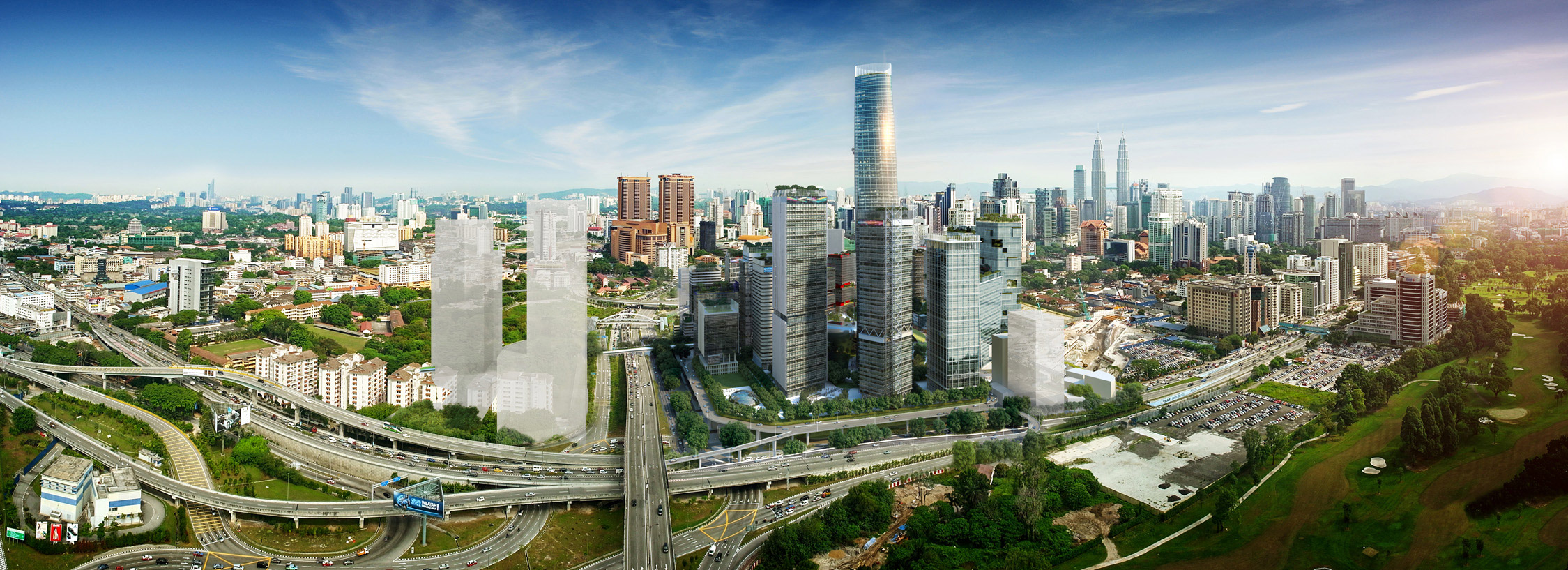
敦拉萨国际贸易中心位置

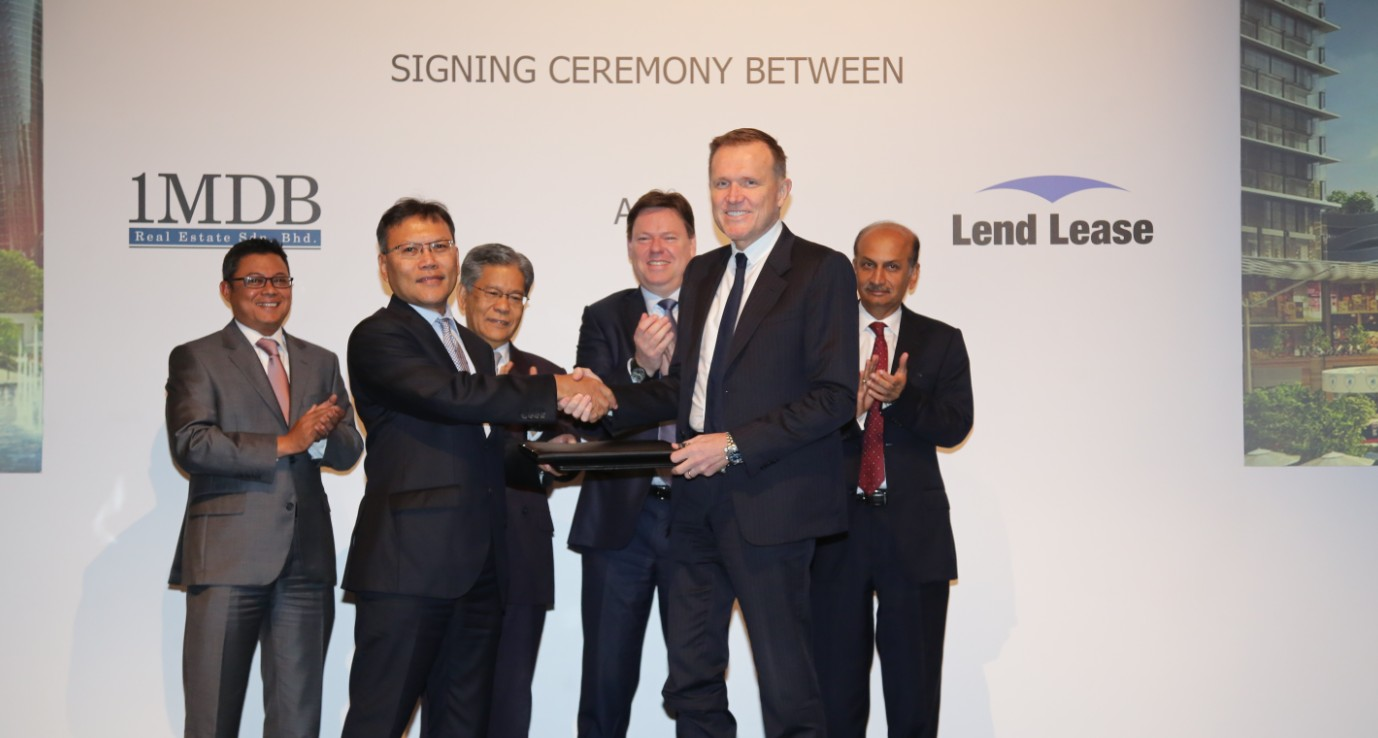
敦拉萨国际贸易中心签约会场景

2017年3月31日，敦拉萨国际贸易中心城市有限公司（下称TRXC）拥有权于转移至财政部。该公司的前身就是1MDB产业有限公司（1MDB Real Estate Sdn Bhd），属于一个马来西亚发展有限公司的子公司。
2018年6月21日，马来西亚财政部长林冠英宣布，在2012年马来西亚联邦政府已经为TRXC的借贷、延迟偿还欠款当担保人，而且还共转账了36亿8800万令吉给TRXC，主要是向TRXC购买土地的资金。其中，有30亿6700万令吉被一个马来西亚发展有限公司盗用作为偿还一马公司的贷款，最终导致TRXC因此陷入资金不足的窘境，不敷执行其作为敦拉萨国际贸易中心主要发展商的职责。鉴于TRXC已经没有资金完成敦拉萨国际贸易中心周遭共28亿令吉的硬体设施建设，马来西亚联邦政府选择注资28亿令吉以避免赔偿35亿1000万令吉的赔偿金。在此之前，马来西亚联邦政府已经转移过37亿令吉给TRXC。
而马来西亚财政部长林冠英则指示，以总裁哈兹阿兹玛达力及执行董事陈华民为首的TRXC管理层，应向一马公司调查委员会及警方投报一马公司盗用来自马来西亚联邦政府的30亿令吉巨款。

## 地点
敦拉萨国际贸易中心位于吉隆坡中央商务区的东部边缘，处于武吉免登、半山芭、葛京、甘榜班登和安邦希里尔之间。雪兰莪皇家高尔夫球俱乐部、興業銀行于马来西亚的总部和Zouk皆位于附近的敦拉萨路。

## 交通

### 公共交通
自2017年7月起，位于敦拉萨贸易中心旁的加影线  KG20  敦拉萨国际贸易中心站正式投入运作。在这之前，最靠近这座中心的铁路车站是 MR5  燕美单轨列车站。吉隆坡快捷通的巴士路线－T407（捷运接驳巴士）衔接该捷运站至甘榜班登；另一个较长的巴士路线－402（普通路线）则衔接该捷运站至马鲁里站、安邦路、吉隆坡城中城、吉隆坡医院、最终至蒂蒂旺沙站的巴士总站。

### 汽车
靠近敦拉萨国际贸易中心的主要道路有 精明隧道、敦拉萨路与甘榜班登路之间的路口以及 隆布大道（可通往赛城）。衔接至 大使路－淡江大道的道路工程也在进行中。

## 主要投资者

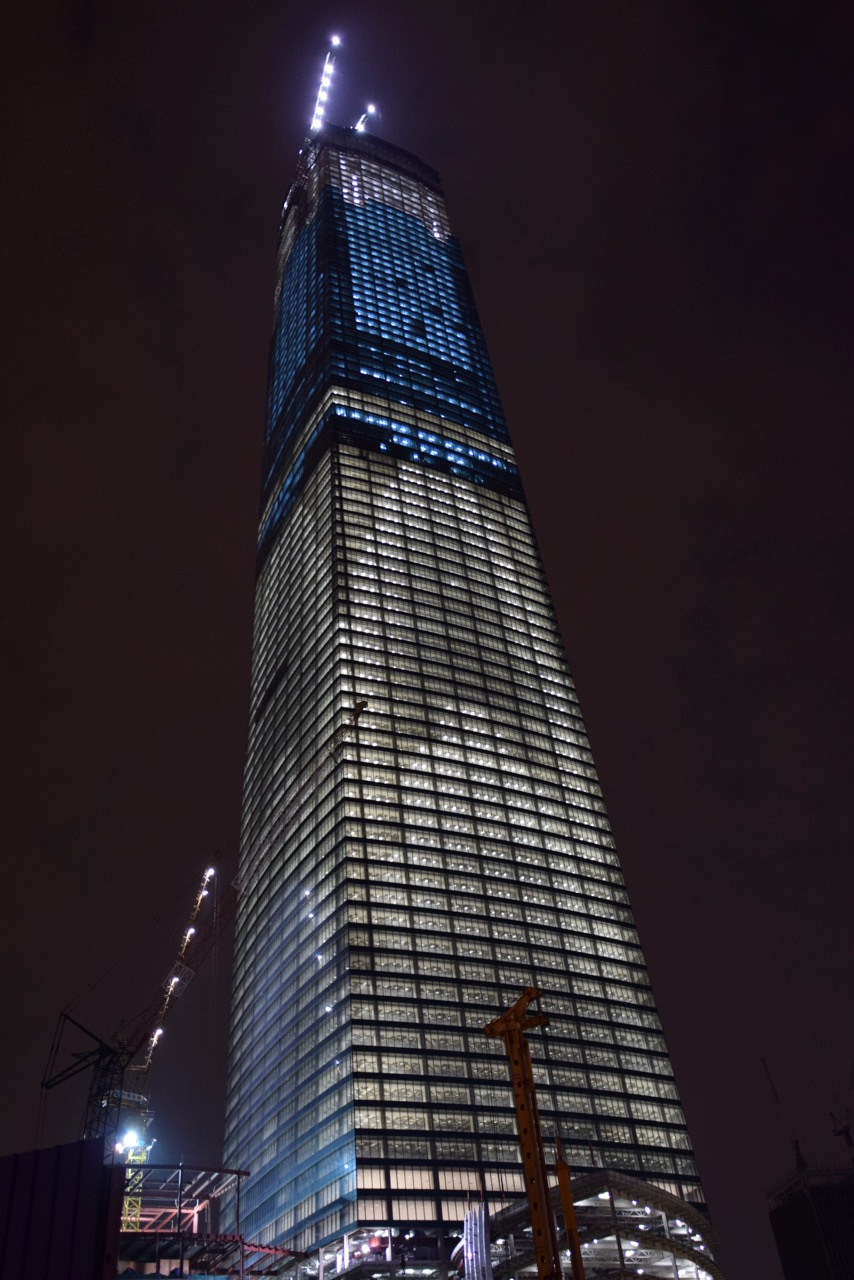
位于区内的106交易塔

- 联实集团（Lendlease）－综合发展用途[15][16][17]
- 朝圣基金局－综合发展用途
- 慕丽雅集团（Mulia Group）－106交易塔[18][19]
- 香港上海滙豐銀行－駐馬國总部[20]
- 马来西亚保诚保险－总部[21][22][23]
- 艾芬银行－总部[24]
- 中国交通建设－东盟地区总部[25]
- WCT集团－房屋开发[26][27]
- 威立雅水务科技－水资源处理和回收使用